# Grundskole
Grundskole er det første stadium i et menneskes uddannelse, i hvilken eleverne – oftest børn – lærer grundlæggende kundskaber som læsning, regning og andre elementære skolefag. Forskellene mellem verdens lande er stor i hvad som betragtes som de vigtigste kundskaber og hvor længe grundskolen varer. I Danmark varer grundskolen 10 år (børnehaveklasse efterfulgt af 1.-9. klasse), med 10. klasse som et frivilligt år derudover, og flertallet af grundskoleeleverne går i den offentlige folkeskole, mens andre undervises i friskoler, privatskoler og kostskoler.
Gennemført grundskole er en forudsætning for videre uddannelse på en sekundærskole – i Danmark typisk et gymnasium eller en erhvervsskole. Grundskolen er i mange lande omfattet af en undervisningspligt. Retten til elementær undervisning nævnes endvidere i FN's Verdenserklæring om Menneskerettighederne.

## Eksempler på grundskole i andre lande
- Israel: 6-årig grundskole, efterfulgt af en mellemskole
- Norge: Grunnskole – 10 år fordelt på barneskole og ungdomsskole
- Sverige: Grundskola – en 9-årig enhedsskole